# Vincenzo Irelli
Vincenzo Irelli (Teramo, 24 giugno 1805 – Teramo, 5 febbraio 1895) è stato un politico italiano.

## Biografia
Appartenne a una famiglia originaria di Bellante da dove, nel 1730, un Pasquale Irelli si trasferì nel capoluogo aprutino.
Vincenzo si impegnò fin da giovanissimo nella vita pubblica teramana, rivestì varie cariche e fece parte della commissione sanitaria che a partire dal 1831 fu incaricata di arginare le ricorrenti epidemie di colera che colpirono la provincia.
Nel 1845 sposò Beatrice Civico, esponente di un'antica famiglia della provincia di Teramo, originaria di Leognano e imparentata con i Delfico.
Schierato su posizioni apertamente antiborboniche, partecipò ai moti del 1848 e subì persecuzioni da parte delle autorità: nel 1849 fu processato e condannato dalla Gran Corte criminale.
Nel pieno dell'Unità d'Italia fu sindaco di Teramo, carica che ricoprì solo per breve tempo, dal luglio del 1860 all'ottobre del 1861 quando fu sostituito dall'avvocato Augusto Muzii.
Il 15 maggio del 1862 fu nominato Senatore del Regno. Negli anni successivi fu anche consigliere e deputato provinciale.
Vincenzo Irelli aderì alla sinistra storica e, insieme ai Delfico e ai Costantini, fu artefice della grande vittoria conseguita della sua parte politica nelle elezioni politiche del 1876.
Il suo impegno pubblico si concretò nella partecipazione a numerose commissioni ed enti: fu presidente della Congrega di carità e della Società per le case operaie; si occupò di asili, di orfanotrofi e di opere pie. In modo speciale si attivò per il rinnovamento edilizio della città di Teramo e lo sviluppo del sistema viario provinciale.
Numerosi gli scritti e le relazioni dati alle stampe che rendono testimonianza della sua attività di pubblico amministratore.

## La discendenza: da Irelli a Cerulli-Irelli
Giuseppina, l'unica figlia nata dal matrimonio di Vincenzo Irelli e Beatrice Civico, sposò nel 1868, Giuseppe Cerulli (1846-1912), che assunse il cognome di Cerulli Irelli, e fu deputato al Parlamento, per il collegio di Giulianova, dal 1876 fino alla morte. Il figlio Serafino fu un importante paleontologo italiano.

## Il palazzo Irelli, poi Cerulli Irelli
Il senatore Irelli acquistò, forse poco dopo l'Unità, la proprietà Gaspari, un complesso, già appartenuto al chimico Vincenzo Comi, comprendente abitazione, fabbrica di Cremore di Tartaro e terreni, ubicato proprio di fronte all'erigendo nuovo teatro comunale, poi inaugurato nel 1868.
La vicinanza con il nuovo teatro aveva obbligato i Gaspari a dismettere i maleodoranti locali della fabbrica che Irelli trasformò in uno dei più bei palazzi della città.
Mentre acquistava la nuova proprietà, Vincenzo Irelli provvedeva alla cessione del vecchio palazzo settecentesco della famiglia, ubicato nel centro della città e oggi sede di uffici comunali.

## Iconografia

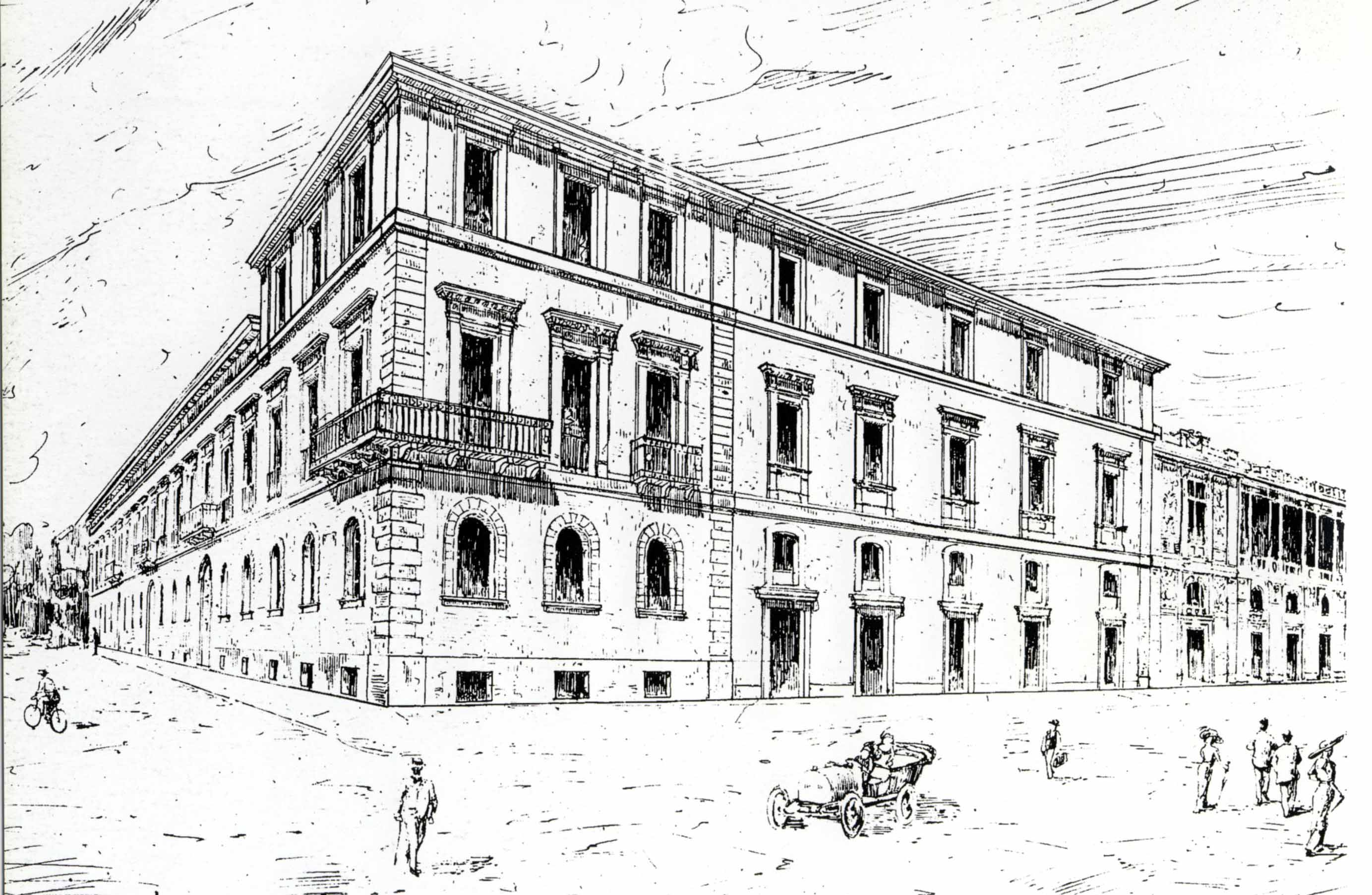
Teramo. Palazzo Cerulli-Irelli ai primi del '900

Ritratti a olio del senatore Irelli furono eseguiti da Gennaro Della Monica e da Francesco Paolo Michetti

## Scritti
Numerosi sono gli scritti e di vaste proporzioni è la bibliografia che rendono conto dell'attività politica e amministrativa svolta da Vincenzo Irelli nel corso della sua vita. Gli scritti furono raccolti da Raffaele Aurini, Irelli Vincenzo, in Dizionario bibliografico della gente d'Abruzzo, vol. II, Teramo, Ars et Labor, 1955, ad nomen, ora in id., nuova edizione aggiornata, Colledara, Andromeda, 2002, vol. III, pp. 494–500; tra i principali si citano:
- Giustifiche … esposte in diversi periodi della processura contro lui compilata come accusato di provocazione diretta a distruggere e cambiare il Governo …, Teramo, Marsilii, 1850;
- Relazione … per la riforma delle Opere Pie esistenti … e per la installazione in questa Città di un asilo di mendicità, Teramo, Scalpelli, 1870;
- Apprezzamenti e rimostranze relativi al mantenimento ed alle costruzioni delle vie rotabili nella provincia di Teramo, Teramo, Scalpelli, 1872;
- Cenni sui miglioramenti morali, materiali e finanziari da recarsi alla città e comune di Teramo senza gravarne il bilancio comunale anzi con possibile incremento di esso, Teramo, Pomponj, 1877;
- Discorsi pronunciati al banchetto politico di Campli il 12 novembre 1877 dal senatore Irelli e dal deputato Costantini. Raccolti e pubblicati per cura degli elettori, Teramo, Pompnj, 1877;
- La Questione sociale. Lettera al conte Delfico Troiano, datata Teramo, 26 agosto 1878, in "Corriere abruzzese", Teramo, 31 agosto 1878;
- Il senatore Vincenzo Irelli ai suoi nipoti Gastone, Vincenzo, Serafino, Pasquale e Quintino Cerulli-Irelli, Teramo, Marsilii, 1884, e II edizione con aggiunte, Teramo, Tip. del Corriere, 1889;
- Breve cronaca dei miglioramenti edilizii, igienici, e commerciali succedutisi nella città di Teramo nel percorso del secolo che volge, narrata dal senatore Irelli, Teramo, Scalpelli, 1890;

## Carte Irelli
- Lettere a Giannina Milli, presso la Biblioteca provinciale Melchiorre Dèlfico di Teramo;
- Le carte del senatore sono conservate nell'archivio di famiglia, a Teramo, nel palazzo Cerulli-Irelli;